# Langerwehe
Langerwehe est une commune de Rhénanie-du-Nord-Westphalie (Allemagne), située dans l'arrondissement de Düren, dans le district de Cologne, dans le Landschaftsverband de Rhénanie.

## Village et hameaux de l'entité
- D’horn
- Geich
- Hamich
- Heistern
- Jüngersdorf
- Langerwehe
- Luchem
- Merode
- Obergeich
- Pier
- Schlich
- Schönthal
- Stütgerloch
- Wenau

Le village de Merode possède un château intimement lié à la famille de Merode.

## Personnalités liées à la ville
- Johannes Kaiser (1936-1996), athlète né à Jüngersdorf.
- Kurt Jarasinski (1938-2005), cavalier mort à Langerwehe.